# 夏祭クラシックス
夏祭クラシックス（なつさいクラシックス、英語: summer classic festival）は、音楽文化育成プロジェクトであるClassic Innovate(クラシック　イノベート、2016.9.1に横浜ベイプロジェクトより団体名変更）が立ち上げた夏のクラシック音楽の祭典。テノール歌手である岡田直樹が総合プロデューサーを務める。

## 概要
2010年の設立以来2011年、2013年と横浜開港祭「ザブラスクルーズ」の企画として参加していたが、活動を独立化するに当たり、2014年に「夏祭クラシックス」企画を立ち上げた。コンサートは公募合唱団を中心とした演目で構成されるが、全員合唱やガラコンサートの追加など固定観念にとらわれない企画をコンセプトとしている。

## 夏祭クラシックス2018
2018年8月18日にミューザ川崎シンフォニーホールにて公演予定。

### 出演者
- 指揮：小森康弘 / 岡田直樹
- ソリスト：（Sop）吉田 美咲子 /（Alt）二瓶 純子 /（Ten）近野 桂介 /（Bass）菅谷 公博
- 合唱：夏祭クラシックス2018合唱団（公募）
- 管弦楽：夏祭クラシックス2018祝祭管弦楽団（公募により選出）

### 演奏予定曲
- 男声合唱　～デュークーエイセスをうたう～（「にほんのうた」抜粋、永六輔作詞／いずみたく作曲
- R.シュトラウス　「ばらの騎士」組曲
- W.A.モーツァルト レクイエム ニ短調 K.626

## 夏祭クラシックス2017
2016年8月12日にミューザ川崎シンフォニーホールにて公演される。

### 出演者
- 指揮：小森康弘 / 岡田直樹
- オルガン：近藤　岳
- ソリスト：（Sop)中山美紀  /（Bas）小仁所良一
- 合唱：夏祭クラシックス2017合唱団（公募）
- 管弦楽：夏祭クラシックス2017祝祭管弦楽団（公募により選出）

### 演奏曲
- ガブリエル・フォーレ　レクイエムニ短調作品48
- サン・サーンス　交響曲第３番　オルガン付き
- 男声合唱～海の男の歌～（シーシャンティより5曲、斎太郎節、UBOJ）

## 夏祭クラシックス2016
2015年8月23日に川崎市教育文化会館にて公演される。

### 出演者
- 指揮 ：小森 康弘 / 岡田直樹
- ソリスト：鐵 由美子(Sop)　滝口 小夜子(Alt)　小野 弘晴(Ten)　大山 大輔(Bas)
- 合唱 ：夏祭クラシックス2016合唱団（公募）
- 管弦楽：夏祭クラシックス2016祝祭管弦楽団（丸の内交響楽団有志 他）

### 演奏曲
- ベートーヴェン 交響曲第9番「合唱付き」全楽章
- Viva！Men's Choir！〜グリークラブアルバムを歌おう！〜（Freie Kunst／The Lord is My Shepherd／Standchen／権兵衞が種まく／上を向いて歩こう／斎太郎節／U BOJ）

## 夏祭クラシックス2015
2015年8月23日に川崎市教育文化会館にて公演される。

### 出演者
- 指揮：小森康弘
- ピアノ： 齋藤龍
- 合唱：夏祭クラシック2015合唱団（公募）
- 管弦楽：横浜シティ・フィルハーモニック

### 演奏曲
- パガニーニの主題による狂詩曲　ラフマニノフ
- 混声合唱とオーケストラのためのカンタータ「土の歌」　佐藤眞

## 夏祭クラシックス2014
2014年8月3日に川崎市教育文化会館にて公演された。
コンサート構成はベートーヴェン交響曲第9番を中心に構成され、ガラコンサートとして第九の前にオペラの有名曲が演奏された。

### 出演者
- 指揮：小森康弘
- ソリスト（ソプラノ、第九）：志田尾恭子
- ソリスト（アルト、第九）：長谷川忍
- ソリスト（テノール、第九）：岡田直樹
- ソリスト（バス、第九）：藤岡弦太
- ソリスト（ソプラノ、オペラ）：相原れいな
- ソリスト（ソプラノ、オペラ）：岩城あさみ
- ソリスト（テノール、オペラ）：新堂由暁
- ソリスト（バリトン、オペラ）：栗原峻希
- 合唱：夏祭クラシック2014合唱団（公募）
- 管弦楽：日之出交響楽団

### 演奏曲
- 「椿姫」より“乾杯の歌”　ジュゼッペ・ヴェルディ
- 「こうもり」序曲　ヨハン・シュトラウス
- 「メリーウィドウ」より 第二幕 戯れと二人のワルツ　フランツ・レハール
- 交響曲第9番　ルートヴィヒ・ヴァン・ベートーヴェン
- 混声合唱とオーケストラのためのカンタータ「土の歌」より第7楽章「大地讃頌」　佐藤眞